# A magyar labdarúgó-válogatott mérkőzései 1973-ban
A magyar labdarúgó-válogatottnak 1973-ban mindössze hat találkozója volt. Négy döntetlen mellett két vereséget is szenvedett a magyar csapat, mindkettőt az NDK-tól. A vb-selejtezőkből a továbbjutásért Svédország elleni találkozón kétszer is vezetett a magyar válogatott, a 76. percben Edström fejes gólja oszlatta szét a világbajnoki álmokat.
Szövetségi kapitány:
- Illovszky Rudolf

## Eredmények
478. mérkőzés – vb-selejtező
| 1973. április 29. |

| Magyarország         | 2–2             | Ausztria            |
| -------------------- | --------------- | ------------------- |
| Zámbó 13' Bálint 69' | (1–2) Részletek | Starek 15' Jara 30' |

| Népstadion, Budapest Nézőszám: 75 000 Játékvezető: Michel Kitabdjian (FRA) |

479. mérkőzés
| 1973. május 16. |

| NDK             | 2–1             | Magyarország     |
| --------------- | --------------- | ---------------- |
| Streich 35' 53' | (1–1) Részletek | Lauck 6' (öngól) |

| Ernst Thälmann Stadion, Karl-Marx-Stadt Nézőszám: 42 000 Játékvezető: Karol Šárka (TCH) |

480. mérkőzés – vb-selejtező
| 1973. június 13. |

| Magyarország                  | 3–3             | Svédország                            |
| ----------------------------- | --------------- | ------------------------------------- |
| Kozma 9' Vidáts 59' Zámbó 71' | (1–1) Részletek | Kindvall 37' Sandberg 55' Edström 76' |

| Népstadion, Budapest Nézőszám: 80 000 Játékvezető: Concetto Lo Bello (ITA) |

481. mérkőzés
| 1973. szeptember 26. |

| Jugoszlávia   | 1–1             | Magyarország |
| ------------- | --------------- | ------------ |
| Bjekovics 17' | (1–0) Részletek | Bene 47'     |

| JNA-stadion, Belgrád Nézőszám: 25 000 Játékvezető: Sergio Gonella (ITA) |

482. mérkőzés
| 1973. október 13. |

| Dánia                       | 2–2             | Magyarország   |
| --------------------------- | --------------- | -------------- |
| H. Jensen 21' Steendahl 83' | (1–2) Részletek | Fazekas 5' 36' |

| Koppenhága Nézőszám: 25 000 Játékvezető: Egil Bergstad (NOR) |

483. mérkőzés
| 1973. november 21. |

| Magyarország | 0–1             | NDK       |
| ------------ | --------------- | --------- |
|              | (0–1) Részletek | Lauck 35' |

| Népstadion, Budapest Nézőszám: 8 000 Játékvezető: Josef Bucek (AUT) |